# 八七会
八七会（はちななかい）は1945年（昭和20年）8月7日の豊川空襲で生存した、豊川海軍工廠の従業員の会。1957年(昭和32年)の結成以来、被害者の慰霊、工廠や空襲の記録、語り継ぎなどを行ってきた。2020年（令和2年）8月7日に会としての活動に終止符を打った。

## 概要
豊川海軍工廠は日本海軍直属の巨大工場で、銃器や弾丸、信管などを製造していた。第二次世界大戦当時「東洋一の兵器工場」と称されたが、終戦間際の1945年（昭和20年）8月7日、アメリカ軍による空襲で甚大な被害を受けた。工員や職員のほか、勤労動員されていた中学生・女学生・国民学校児童、工廠周辺の一般人など、2,500名以上が犠牲になり、壊滅した。
八七会はその生存者の会として1957年（昭和32年）に結成された。結成以来、慰霊的な活動、語り部的な活動、記録や展示などの活動を地道に続けてきた。会員の高齢化と役員後継者の不足から、2020年（令和2年）8月7日の慰霊祭をもって活動を終了した。

## 結成経緯
終戦間もなく、豊川空襲の遺族たちによって豊川市新道町に墓や供養塔が建てられた（通称「諏訪墓地」）。1946年（昭和21年）9月23日には豊川稲荷の北西の地に豊川海軍工廠戦没者の供養塔（略称「供養塔」）が報国団によって建立され、台座には犠牲者一人一人の氏名が刻まれた。以後、供養の中心は自然に諏訪墓地から供養塔に移っていった。
一方、豊川海軍工廠共済病院時代から看護婦が中心となって結成していた「みどり会」が、豊川稲荷妙厳寺本堂で七回忌までの供養を行ってきた。十三回忌が近づくにつれ、工廠の全従業員で供養するように拡大していきたという声が出て、元医務部長であった福本元軍医大佐を初代会長にして「八七会」が結成されることとなった。
1957年（昭和32年）8月7日の十三回忌には遺族を招待、供養塔前に約3,000名の遺族が集まり盛大な供養が行われ、これを契機に遺族への連絡や、慰霊祭を行う民間団体として、全従業員からなる八七会が正式に結成され、以後遺族を招待して供養塔前での慰霊祭が八七会の行事となった。

## 歴代会長
- 初代　福本正栄　1957年（昭和32年)8月7日～不明
  - 元豊川海軍共済病院軍医大佐。
- 第2代　磯部鷹三[5]　不明～不明
  - 元豊川海軍共済病院医務部員[6]
  - 1963年（昭和38年）には『ああ豊川女子挺身隊』（辻豊次、甲陽書房）に八七会会長として序文を寄せている[7]。
- 第3代　神谷里司　不明～不明
  - 元豊川海軍工廠工員養成所教官[8]
  - 1979年（昭和54年）3月21日の豊養会の友魂ノ碑除幕式に八七会会長として出席[9]。
- 第4代　柴田司郎　不明～1984年(昭和59年)
  - 元豊川海軍共済病院事務長[6]
  - 1981年(昭和56年)には会長職にあり、後継を心配している。
  - 1983年(昭和58年)の総会で病気により辞意を表明。[5]
- 第5代　彦坂実　1984年(昭和59年)～2009年（平成21年）6月
  - 元豊川海軍工廠工員養成所第4期生
  - 彦坂の死去により会長交替。
- 第6代　大石辰己　2009年（平成21年）6月～2021年（令和元年）9月
  - 元豊川海軍工廠工員養成所第5期生(機銃部第二機銃工場)[8]
  - 最後の会長。会長職のまま死去。

## 主な活動内容
活動の主な内容は次の四つに分類される。
- 供養行事
  - 毎月7日と20日に供養塔の清掃と周囲の整備を実施[2]。
  - 毎年8月7日に全国から集まる遺族とともに慰霊祭を実施[2]。
  - 毎年春秋彼岸供養と盆供養（8月13日）、年末供養（12月31日）を実施[2]。
- 語り部としての活動
  - 東三河周辺の小学校、中学校、高校などに出向きまたは招かれて語る[2]。
  - テレビ、新聞などの報道機関の取材に協力、調査に同行する。またその他の企画で空襲体験者として語り継ぐ[2]。
- 工廠と空襲の記録を残す活動
  - 空襲の記録をビデオや出版物として残す。現存する戦争の傷跡を記録する[2]。
- 記念館建設にむけての活動
  - 桜ヶ丘ミュージアム（豊川市）の展示に協力する。
  - 記録や語り継ぎの拠点となる記念館の建設を目指してきたが、豊川海軍工廠平和公園として結実。その展示や豊川海軍工廠語り継ぎボランティアの育成に協力する[3]。

## 刊行物
- 大島信雄編『豊川空襲全殉難者名鑑　豊川海軍工廠(愛知県豊川市)壊滅』八七会、1987（昭和62年）8月7日。
  - 巻頭挨拶：山本芳雄豊川市長（八七会名誉会長）、彦坂実会長
  - B5叛、341ページ。2,800人を超える被害者（死者）を五十音順に並べ、本籍地、家族構成、空襲当日の行動などを記載する[10]。
- 企画編集（株）スタンバイ『『語り継ぐ豊川海軍工廠大空襲』』（VHS記録映画）八七会、愛知県豊川市、1992年4月1日。
  - 「このビデオの収録について」：中村伊井佐久（八七会顧問）
  - 内容：工廠の生いたち、養成工員の生活、女子挺身隊の証言、慶応大学学徒の証言、俳優故佐田啓二 さんの入院生活、俳優下元勉さんの手紙、8月7日の惨状、桜ケ丘高校引率教員の証言、藤の花女女学校の父兄の証言、遺体収容の6年後の発掘の証言。
- 彦坂実編集『元海軍工廠戦没者供養塔　写真集「平和の礎」』八七会、1993（平成5年）8月7日。
  - A4叛、21ページ。戦没者供養塔、永代供養霊位、慰霊祭、彼岸供養、盆供養、御霊祭その他の写真を載せる。被害者の氏名の刻まれた台座部分も全員分掲載している。
- (株)スタンバイ編『豊川海軍工廠の記録～陸に沈んだ兵器工場（豊川海軍工廠被爆50周年）』八七会、1995（平成7年）8月7日。
  - 巻頭挨拶：彦坂実会長　発刊に寄せて：田中泰男豊川市長
  - A4叛、190ページ。豊橋市の出版社「スタンバイ」（水谷真理代表取締役）が編集を担当した。二千冊印刷。4000円。第一部は、豊川海軍工廠の誕生から壊滅、戦後処理までをまとめている。第二部は59人の手記も載せている[11]。
  - 1996年（平成８年）豊川市まちづくり協議会より文化奨励賞を贈呈されたのは、本書の出版が評価されたものである[12]。
- (株)スタンバイ編『豊川海軍工廠の記録～陸に沈んだ兵器工場　再発行改訂版（豊川海軍工廠被爆70周年）』これから出版、2005（平成17年）8月7日。
  - 巻頭挨拶：大石辰己会長　復刊に寄せて：山脇実豊川市長
  - A4叛、193ページ。豊橋市の出版社「これから出版」（旧スタンバイ）が、八七会の戦後の歩みなどを加筆して、千部を再発行した[13]。

## 退潮期
1981年(昭和56年)当時の会長柴田司郎は八七会幹部の高齢化を心配し、豊川海軍工廠工員養成所出身者で結成する豊養会に協力を要請した。1983年(昭和58年)には工員養成所第4期生の彦坂実が第5代会長に就任した。この頃までは豊川海軍共済病院の関係者が中心メンバーであり、また、会長と言っても名誉職的なところがあった。養成所出身者が会長になったことは会の中心が次の世代に移ったことを意味した。このころより石碑の建立が毎年のように行われ、次代への継承がより意識されていく。
2005年(平成17年)8月7日、60周年の慰霊祭を最後のものとし、以後慰霊祭を行わないこととなった。最年少の会員が70代となっており苦渋の決断であった。毎年の慰霊祭がなくなった後も、供養塔の清掃、犠牲者の供養、語り継ぎ活動は継続された。
2009年（平成21年）6月に彦坂会長が亡くなり第6代に大石辰己が就任すると、翌年の役員会で豊川市に平和公園を造る計画が話題となった。語り継ぎの拠点である記念館の建設は長らく会の悲願であり、その実現に向け、体験を語り、平和への思いを伝えることで支援することとなった。また、豊川海軍工廠語り継ぎボランティアの養成にも協力した。
2018年（平成30年）の豊川海軍工廠平和公園開園に際して、放送設備とともに多くの関連書籍や資料を寄贈。その書籍は園内の豊川市平和交流館にて「八七会文庫」として顕彰公開されている。
2021年（令和元年）9月大石会長が急逝。会員が高齢化した八七会は次の会長を選出することなく、翌年8月7日、会としての活動を終了した。

## 主な活動歴と関連事項
- 1945年(昭和20年) 供養塔地鎮祭(10月25日)
- 1946年(昭和21年) 供養塔完成(9月23日)
- 1957年(昭和32年) 八七会結成(8月7日)。供養塔「由来碑」建立(8月7日)
- 1965年(昭和40年) 工廠神社跡地に「平和の像」建立 [14](8月1日完成、17日除幕式)[2]。「平和の像由来記」(銅板製)設置(8月)
  - 1962年(昭和37年)には金沢市卯辰山山頂に「殉難おとめの像」が建立された。同年8月18日八七会員が金沢市を訪れ慰霊祭を行った。これを機に豊川市に平和の像建立の委員会(平和之像建設委員会)を結成、募金活動により1,300万円を集め、豊川公園の一角（元工廠神社前）に「平和の像」を建立した。像は彫刻家矩幸成(かねこうせい、金沢美術工芸大学教授)の作で、1965年（昭和40年）8月1日完成、陸上自衛隊豊川駐屯部隊の協力を得て北陸道、東海道をパレード、途中沿道の県庁､市役所にも立ち寄り、8月3日現地に到着した。[15]。
- 1978年(昭和53年) 供養塔前灯篭2基制作(12月)
- 1982年(昭和57年) 供養塔由来再建(8月7日)
- 1983年(昭和58年) 由来記念碑再建(8月7日)
  - 「平和の像」の銅板製の由来記が腐食してきたため、御影石の由来記念碑を建立[6]
- 1985年(昭和60年) 供養塔前に石塔（「豊川海軍工廠戦没者供養塔」）建立(8月)
- 1986年(昭和61年) 韓国人戦没者の遺族・同僚7名を招待。この年より慰霊祭を供養塔前で実施
- 1987年(昭和62年) 「豊川空襲殉職者名鑑」出版(8月7日)
- 1989年(平成元年) 工廠戦没者県別地図石碑建立(8月7日)
- 1991年(平成3年)「工廠歌」テープ作成(伊藤陽扇家元)(7月)
- 1992年(平成4年) 豊川海軍工廠火工部跡地調査(3月)、ビデオ記録映画『語り継ぐ豊川海軍工廠大空襲』の作成(4月1日)。慰霊碑(地域別戦没者数刻入碑)建立(除幕式12月30日)[16]
  - ３月、名古屋大学太陽地球研究所敷地内を調査し、火薬庫、火薬装填場などの施設が幅広く残っていることを確認した。防空壕や着弾跡も確認された。この結果を元にビデオ記録映画が作成され、また、空襲50周年の「豊川海軍工廠の記録」にもまとめられた[17]。
- 1993年(平成5年) 「あぁ豊川海軍工廠女子挺身隊」テープ作成(伊藤陽扇家元)
- 1994年(平成6年) 沖縄県ひめゆり平和祈念資料館を訪問。慰霊参拝とともにひめゆり同窓会との交流。(12月)
- 1995年(平成7年)「豊川海軍工廠の記録」(被爆50周年)発行(8月7日)[11]
  - 発足以来、毎年8月7日の慰霊祭には全国各地から生存者や遺族が集まっていた。この年の慰霊祭案内状は約5,000通発送された。これがピークとなった[18]。
- 1996年(平成8年) 豊川市まちづくり委員会より、平成7年度の文化奨励賞を贈呈される。
  - 「豊川海軍工廠の残された資料収集や保存に努め、空襲50周年を記念した『豊川海軍工廠の記録』を発行するなどの記録保存活動が評価された[12]。
- 2005年(平成17年) 慰霊祭の縮小(8月7日)
  - この年に発送した慰霊祭の案内状4,500通の内1,200通は遺族宛であった。この年の慰霊祭を最後に、以後は従前より豊川市が主催していた「平和祈念式典」に引き継がれることとなった[18]。
- 2012年(平成24年) 豊川稲荷豊川閣妙厳寺に永代供養料奉納
- 2015年(平成27年)「豊川海軍工廠の記録」(被爆70周年)第二刷復刻改訂版発行(8月7日)
- 2018年(平成30年) 豊川海軍工廠平和公園開園(6月9日)[19]
- 2019年(令和元年) 豊川市より感謝状を贈呈される(6月1日)[20]。
- 2020年(令和2年) 豊川市より表彰状を授与される(6月1日)[21]。供養塔の整備、活動終了(8月7日)[3]。